# Шавейко, Валерий Иванович
Вале́рий Ива́нович Шаве́йко (4 февраля 1956, Минск) — советский футболист, защитник. Мастер спорта СССР (1979). Российский тренер, арбитр, инспектор.

## Биография
В детстве занимался теннисом, боксом, дзюдо, в 10 лет выиграл чемпионат общества «Динамо» по классической борьбе в возрасте до 14 лет. Воспитанник минской СДЮШОР-5, тренер Леонид Андреевич Лапунов. С 1974 года — в составе минского «Динамо». Провёл за команду 7 сезонов, но ушёл из неё после того, как главный тренер Эдуард Малофеев обвинил Шавейко в сдаче домашнего матча с «Нефтчи» (0:2).
В 1981 году Шавейко решил перейти в московское «Торпедо», где играли знакомые ему Круглов, Петренко, Васильев, Пригода. Об этом стало известно в Минске, и Шавейко, как действующему прапорщику, было приказано прибыть в часть. Он по-прежнему отказывался играть за «Динамо», за что был пожизненно дисквалифицирован с формулировкой «за рваческое отношение к футболу». Дисквалификацию вскоре сняли, и Шавейко выступал за «Торпедо» до 1987 года. Обладатель Кубка СССР 1986, финалист Кубка 1982. В 1988 году провёл две игры за ташкентский «Пахтакор», позже выступал в Польше, в российском первенстве играл за новотроицкий «Металлург» (1993) и димитровградскую «Ладу» (1994).
В 1996—2004 годах работал футбольным арбитром, в высшем дивизионе провёл 48 матчей. После проведённого 7 ноября 1999 года матча «Локомотив» (Санкт-Петербург) — «Тюмень» был дисквалифицирован на два года и не имел права судить игры высшего дивизиона.
В 2007 году занял должность заместителя директора ФШМ «Торпедо».
С 2008 года — инспектор матчей.